# Glaurocara russea
Glaurocara russea là một loài ruồi trong họ Tachinidae.